# しゅんかね
シュンカネまたはスンカニ、シュンカニ、シュンカニー、ションカニは、日本および琉球のさまざまな民謡の名称。この記事ではすべての地域について総説する。

## 琉球
琉球のさまざまな抒情的で歌唱的な民謡がシュンカネに類似した名を持つ。とくに与那国島のドゥナンスンカニ（ドナンスンカニ）は、トゥバラーマとともに八重山の二大情節として有名である。
ほか琉球列島においては、多良間島にシュンカニー、沖縄本島にアシビションカネ、同中部知花 (沖縄市)には臼太鼓（ウスデーク）のスンカニ、伊平屋島田名 (伊平屋村)にはションカネ節、奄美大島にシュンカニがある。

### 宮古諸島
宮古諸島には、多良間島のみに多良間シュンカニーがみられる。これは三線が入り役人に置き去りにされた現地妻の悲哀をうたう。

### 八重山諸島
八重山諸島のスンカニは、ユノンションカネーとも呼ばれる短詩形の抒情歌謡である。与那国島に赴任した士族と当地の庶民階級の女性との悲恋をうたったものが起源であるとされる。

#### 与那国
与那国島のドゥナンスンカニは、ドゥナントゥバルマとともに農作業およびその帰路において即興的に歌われた、抒情歌謡である。歌詞にとくだんの決まりはなく、旋律に特徴的な骨格はあるが個人やそのときの気分・ことばの抑揚によって自由に変化する。旋律の骨格は非常に緊張感を持った上行旋律がやや弱まり下行するものであり、沖縄本島のナークニとの類似性が指摘される。